# Устье (Бережанская волость)
Устье — деревня в Бережанской волости Островского района Псковской области.
Расположена на левом берегу реки Лжа, при впадении её в Утрою, в 22 км к юго-западу от центра города Остров и в 4 км к северу от деревни Дубки.
До 1 июля 2010 года деревня входила в состав ныне упразднённой Рубиловской волости с центром в д. Дубки.

## Население
| 2001 | 2002 | 2010 |
| ---- | ---- | ---- |
| 8    | ↘1   | ↘0   |